# Socialismo desturiano

Bandera de Túnez

El socialismo desturiano es la corriente económica que se implantó en Túnez en la década de 1960. Habib Burguiba nombró al sindicalista Ahmed Ben Salah como ministro, quien poseía importantes competencias y desarrolló una política económica cooperativista y socialista dentro de un gobierno controlado, desde los últimos años de la década de 1950, por los nacionalistas del Partido Neo-Destur. La convergencia del nacionalismo desturiano y las tesis socialistas de Ben Salah llevaron al cambio de nombre del partido por el de Partido Socialista Desturiano (PSD).

## Antecedentes

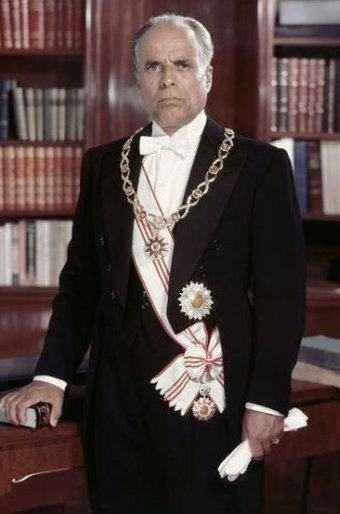
Habib Burguiba

A principios del siglo XX se hicieron cada vez más fuertes dos corrientes enfrentadas en Túnez. Por un lado estaban los Jóvenes Tunecinos, un grupo nacionalista y reformista que reclamaba una mayor participación política en el Protectorado. Pronto se convirtió en el Partido Liberal Desturiano (PLD), que llegó a hegemonizar la voz nacionalista en Túnez. Por otro lado estaba el sindicalismo tunecino en el que tuvo mucho peso el Partido Comunista de Túnez (PCT). Con un ambiente muy radicalizado se creó la Confederación General Tunecina del Trabajo (CGTT) cuyo objetivo final era liberarse de la colonización. A finales de la década de 1930 hubo una cierta connivencia entre el sindicalismo y el desturianismo.  A pesar de esto, en esos mismos años la lucha entre estos dos movimientos incrementó ya que ambos buscaban el control de las masas tunecinas. En el desturianismo aparecieron figuras importantes como Matiri y Burguiba que empezaron a ser críticos con los sindicatos a los que acusaban de no defender la descolonización de Túnez. Para ello defendía la unión entre obreros y patronos. Algunas discrepancias en el seno del partido fomentaron una escisión que acabó creando el Neo-Destur, un partido más abierto, racionalista y laico que el antiguo Partido Liberal Desturiano y que tuvo como presidente y secretario general a Matiri y Burguiba, respectivamente.  
En la década de 1940, en plena Segunda Guerra Mundial, la mayoría de los nacionalistas del Neo-Destur apoyaron a los aliados en contra del Eje. Burguiba lanzó el lema “Por un bloque franco-tunecino” y se mantuvo fiel a Francia. El Neo-Destur seguía prohibido a pesar de la actitud de su líder. Un tiempo después se aprobó el Manifiesto del Frente Tunecino donde las diferentes corrientes nacionalistas plantearon la creación de instituciones propias a favor de más autonomía. Sin embargo, Burguiba decidió exiliarse en 1945 a El Cairo, tras la creación de la Liga Árabe, donde podría buscar apoyos para su causa.

## Evolución

### De la UGTT a laAutonomía interna
En 1946 se fundó la Unión General Tunecina del Trabajo (UGTT), liderado por Ferhat Hached. Desde un primer momento mostraron su orientación nacionalista, compartiendo las tesis de Burguiba cuando Hached expresó en el Congreso de 1949: “Debemos reforzar ante todo nuestra Unión hasta asegurarle la iniciativa y preponderancia absoluta en tanto que única organización sindical de nuestro pueblo unido”. Consideraban que la ocupación principal de la UGTT era la cuestión nacional. Se empezó a producir una convergencia con el Neo-Destur que iba avanzando en esa conciencia política y nacional. Hached fue asesinado en 1952 y, tras el clima tenso que se vivía en el Protectorado francés durante esos años, en 1955 se concedió la Autonomía interna a Túnez, cuatro días después del regreso de Burguiba. Esta autonomía la firmaron los representantes del Bey y del Neo-Destur. Con Hached muerto, Ahmed Ben Salah tomó su relevo en el liderazgo del UGTT. Cuando se produce la tensión entre Burguiba y Ben Yussef en el seno del Neo-Destur, Ben Salah apoyó al primero para conseguir que se adopten una serie de políticas y medidas económicas. 

### Independencia y década de 1960:socialismo desturiano

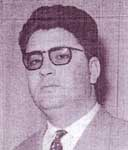
Ahmed Ben Salah

En 1956 Ben Salah fue apartado de la secretaría de la UGTT tras la publicación del Informe económico que promovía el socialismo para Túnez. En 1957, tras la proclamación de independencia como una monarquía constitucional, el Bey es depuesto y la Asamblea proclamó a Habib Burguiba como primer presidente de la República. Al año siguiente, Ben Salah fue nombrado por Burguiba como Ministro de Sanidad, pero la situación económica requería tanta atención, que en 1961 pasó a ocupar la Secretaría de Estado para la planificación. Fue un año convulso ya que se produjo la crisis de Bizerta con Francia. El gobierno tunecino decidió bloquear el dominio de Francia sobre Bizerta para conseguir su salida de Túnez. Hubo una crisis diplomática que acabó arreglándose con el abandono francés del territorio tunecino por completo. Durante los meses de 1961, Burguiba estaba preocupado por la falta de inversión y las dificultades económicas que estaba atravesando Túnez los años siguientes a su independencia. Por eso se echó en brazos de Ben Salah dando comienzo a la etapa socialista en el Túnez independiente y le defendió de las críticas lanzadas por los demás ministros del ejecutivo. Se desarrolló un socialismo desturiano que se convirtió en la corriente económica imperante durante la década de los sesenta. Una vez puestas en práctica sus tesis económicas, en 1963 el partido Neo-Destur pasó a llamarse Partido Socialista Desturiano (PSD), constituyendo la base esencial para el inicio de una economía planificada. Ben Salah consiguió hacerse con la cartera de Finanzas, Comercio, Industria, Agricultura y Educación Nacional. Se llevaron a cabo las intervenciones en el sector agrícola, industrial y del comercio exterior simultáneamente a la concentración de empresas y bancos.
El equipo de Ben Salah quería que la economía fuese el ámbito conjunto del sector público, privado y cooperativo. Se promovieron los intereses del sector privado otorgándoles facilidades para el crédito mientras que el Estado se hizo cargo del comercio. Por otro lado, la colectivización fue impuesta a la artesanía, la agricultura, transporte, etc. Tiempo después, al abandonarse la colectivización, el estado mantuvo numerosas estructuras y empresas estatales. Controlaba 25 en 1960 y 185 en 1970, mientras que la participación en la inversión bruta creció en esos años del 1,8% al 33,7%.
Toda esa política económica fue posible gracias a las inversiones extranjeras que recibió el estado entre 1962 y 1969, que permitieron una modernización y reestructuración de la agricultura con las Unidades Cooperativas de Producción (UCP) que agrupaba la pequeña propiedad de manera forzada. Esas cooperativas fueron posibles gracias a la nacionalización de tierras que se produjo en 1964 en plena era socialista. Burguiba firmó una ley que recuperaba las tierras que eran propiedad hasta entonces de los colonos extranjeros. Las primeras cooperativas fueron el fruto de la expropiación de tierras y no de una reestructuración de la propiedad que evitó afectar a la clase rica tunecina. Este proceso sirvió, especialmente, para la aparición de una burguesía de Estado que destinaba su capital privado a los sectores de la construcción, textil, industria agroalimenticia y turismo. El que fuera primer ministro en la época Burguiba, Hédi Baccouche, expresó en sus memorias que el modelo socialista tunecino estaba más cerca de la social-democracia de Europa del Norte que de las sociedades marxistas. Afirmaba que mientras una parte de la población era reticente al cambio y defensora de la propiedad privada sin ningún tipo de restricción, intelectuales, estudiantes, sindicalistas y desturianos estaban del lado del progreso, la justicia y la igualdad.
Las medidas adoptadas por el gobierno fomentaron graves tensiones con el campesinado, la clase obrera y la burguesía comerciante. Las opiniones contrarias o críticas se neutralizaron lo más rápido posible por parte del estado. Se impuso una legislación bastante restrictiva con ciertas libertades, primero la ilegalización del PCT en 1963 y, en 1966, la restricción del derecho a huelga.
El poco beneficio que recibió la clase obrera con Ben Salah fomentó numerosas críticas contra el ministro desde la dirección de la UGTT, que propició la destitución del secretario general, Ahmed Tlili, por Habib Achur. El no haber conseguido beneficiar a ninguna de las clases importantes como el campesinado y la clase obrera se debe a la ineficiencia, la falta de productividad y una desalentadora corrupción. Por ello se considera que el socialismo desturiano fracasó ya que la colectivización que se puso en marcha no logró detener el éxodo rural hacia las ciudades, aumentar el empleo agrícola ni reducir el precio de los alimentos importados. Es más, el nivel de producción en Túnez cayó durante la década de 1960. Se creó un descontento que se transformó rápidamente en protestas y violencia, situación de la que se responsabilizó a Ben Salah. Burguiba forzó su destitución en 1969 y al año siguiente fue expulsado del partido, detenido, procesado y sufrió la condena de diez años a realizar trabajos forzados por alta traición.

### Fin delsocialismo desturiano
En 1970 se nombró a Hedi Nuira como primer ministro de Túnez. El nuevo dirigente no continuó con la política económica cooperativista impulsada por Ben Salah. Las claves de su actuación fueron la liberalización y privatización del sector económico. Se abrió en Túnez una etapa liberal que pretendía acabar con el bensalahismo. Los cuatro primeros años (1970-1974) fomentaron un crecimiento del 8% anual. La segunda mitad de la década fue conflictiva por la crisis económica que no fue paliada y debido a la creciente oposición al liberalismo socialdemócrata que había desarrollado Nuira. Éste intentó sustituir la filosofía de “Unidad nacional” por la de “Pacto social” de 1977 que fomentó la subida de salarios del sector público y privado y el compromiso por parte del gobierno de intentar mejorar la producción y, sobre todo, la productividad. Fue un acuerdo firmado por el gobierno, el PSD, la UGTT, la organización empresarial UTICA y el sindicato agrícola UNA.  Sin embargo, los años setenta se caracterizaron por la gran conflictividad social y laboral que llevó al desacuerdo de la UGTT, que mostró su descontento en la huelga general de 1978. Fueron años donde la disidencia empezó a aflorar, tanto dentro del país como en el exilio, desembocando en el encarcelamiento de dirigentes de la UGTT. La tensión social de esos años obligó a realizar una liberalización política y económica, con la celebración de elecciones en noviembre de 1981 en un escenario, por primera vez, pluripartidista.